# Johannes Rau
Johannes Rau (Wuppertal, 1931. január 16. – Berlin, 2006. január 27.) német politikus, 1999 és 2004 között a Németországi Szövetségi Köztársaság elnöke.
Államfői tisztségét megelőzően Németország Szociáldemokrata Pártjának (SPD) helyi szintű és tartományi politikusa, 1969 és 1970 között Wuppertal városának főpolgármestere, 1978 és 1998 között Észak-Rajna-Vesztfália tartomány miniszterelnöke volt.

## Elnöksége
Rau már 1994-ben is jelölt volt az elnökválasztáson, ám akkor az a Roman Herzog nyert, aki öt év múlva nem vállalta az újabb ciklust. 1999-ben választották meg a szociáldemokrata politikust hazája államfőjének. Rau jelöltségét a regnáló kancellár és párttársa, Gerhard Schröder is támogatta. A politikust a szövetségi közgyűlés 1338 tagja a második körben választotta meg 690 vokssal, amely hússzal több, mint a szükséges többség. Beiktatásakor kifejezte a német politikai egység iránti elkötelezettségét: "minden német elnöke kívánok lenni, és partnere mindenkinek, akik német útlevél nélkül nálunk élnek és dolgoznak".
2000 februárjában Rau lett az első politikus, aki német nyelven szólalhatott fel a Kneszetben (Izrael parlamentje). Jeruzsálemi beszédében bocsánatot kért népének múltbéli bűnei miatt: "Izrael népének színe előtt alázattal meghajlok a meggyilkoltak emléke előtt, azoké előtt, akiknek nincs sírjuk, amelynél bocsánatot kérhetnék tőlük (...). Bocsánatot kérek a németek tetteiért, a magam és nemzedékem nevében. Teszem ezt Önök előtt, akik a kétezer év után újjászületett s a világ zsidóságát, de főleg a holokauszt túlélőit befogadó Izrael Államot képviselik."

## Családi háttere, tanulmányai
Wuppertalban, Észak-Rajna Vesztfáliában jött a világra. Az öt testvér közül ő volt a középső. A családja erősen vallásos, evangélikus volt. A második világháborút követően kiadói-könyvkereskedői képesítést szerzett, majd újságíró lett. Emellett harmincöt évig volt tagja a Rajnai Protestáns Egyház Zsinatának. Munkássága során hosszú éveken át támogatta a kommunista államokban élő protestánsokat.

## Halála
Rau hosszú betegeskedés után 2006. január 27-én, Berlinben hunyt el. Az egykori államfő 2004-es távozását követően két műtéten is átesett, de állapota nem javult.

## Magyarul megjelent művei
- A Biblia és a politikus. Prédikációk, meditációk, igemagyarázatok; szerk., ford. Tóth Károly; Ökumenikus Tanulmányi Központ, Budapest, 2008 (Ökumenikus tanulmányi füzetek)